# Лизумс
Ли́зумс (латыш. Lizums) — населённый пункт в северо-восточной части Латвии, центр Лизумской волости Гулбенского края. До 1 июля 2009 года входил в состав Гулбенского района.

## История
Современное поселение находится на территории, некогда принадлежавшей Лицонскому поместью (Lizohn). В советское время населённый пункт был центром Лизумского сельсовета Гулбенского района.

## География
Посёлок находится у автодороги Цесвайне — Велена. Расстояние до Гулбене — 28 км, до Риги — 167 км.

## Население
По данным на 2015 год, в населённом пункте проживало 643 человека.

## Инфраструктура
В селе располагался колхоз «Спарс» и Лизумский крахмальный завод. В Лизумсе имеются 7 магазинов, 4 кафе, Лизумская средняя школа, Лизумская волостная библиотека, Дом культуры, амбулатория, аптека, почтовое отделение.